# Archer City
Archer City – miasto w Stanach Zjednoczonych, w stanie Teksas, w hrabstwie Archer. W 2000 roku liczyło 1 848 mieszkańców.